# Cdrtools
cdrtools, también conocido como cdrecord, es una colección de utilidades creadas por Jörg Schilling y otros para la masterización y grabación de soportes ópticos (discos compactos, DVD y Blu-ray).
Está basada en la interfaz SCSI y en los comandos de esta interfaz, si bien es compatible con todo tipo de grabadoras CD/DVD/Blu-ray, ya sean ATAPI o SCSI.
Desde 1998 cdrecord también es compatible con la grabación de DVD, en cualquiera de sus formatos.
Existen ports de esta utilidad para los sistemas operativos más extendidos, incluyendo a Microsoft Windows, GNU/Linux, BSD y diversos Unix.
Con el lanzamiento de cdrtools-2.01.01a09 el 15 de mayo de 2006, la licencia de la mayoría de las utilidades de cdrtools se cambió de GNU GPL a CDDL. Ello motivó la aparición de bifurcaciones como Cdrkit.